# Monsieur Periné
Monsieur Periné é um grupo musical colombiano liderado por Catalina García e pelo multi-instrumentista Santiago Prieto. A mescla de estilos com as composições em espanhol fez com que o grupo ganhasse projeção internacional. Atualmente, é formado por Catalina García, Santiago Prieto, Miguel Guerra, Jairo Alfonso, Abstin Caviedes, Darwin Páez e Eva Peroni.

## Membros
- Catalina García – Voz
- Santiago Prieto – Voz/Violão/Violino/Charango
- Miguel Guerra – Percussão
- Darwin Páez – Bateria
- Jairo Alfonso – Saxofone/Clarinete
- Abstin Caviedes – Trombone/Cornetim
- Eva Peroni – Contrabaixo

## Discografia
- Hecho a Mano (2012)
- Caja de Música (2015)
- Encanto Tropical (2018)
- Bolero Apocalíptico (2023)